# Министар одбране Републике Северне Македоније
Министар одбране Републике Северне Македоније (мкд. Министер за одбрана на Република Северна Македонија) функционер је на челу Министарства одбране Републике Северне Македоније (Министерство за одбрана на Република Северна Македонија). Први министар је био Трајан Гоцевски (током 1992. године), а тренутно је Талат Џафери (од 2013. године). Владо Поповски и Владо Бучковски су били реизабрани на ову функцију, тако да су служили по два мандата. Најкраће је био на функцији први министар Трајан Гоцевски, а најдуже Владо Поповски.
Министри одбране Републике Северне Македоније
| Слика | Име                | Време службовања | Белешка   | Странка    | Влада                |
| ----- | ------------------ | ---------------- | --------- | ---------- | -------------------- |
|       | Ристо Дамјановски  | 1991-1992        |           |            | Влада Николе Кљусева |
|       | Трајан Гоцевски    | 1992-1992        |           | СДСМ       |                      |
|       | Владо Поповски     | 1992-1994        | Први пут  | СДСМ       |                      |
| десни | Благој Ханџиски    | 1994-1997        |           | СДСМ       |                      |
|       | Лазар Китановски   | 1997-1998        |           | СДСМ       |                      |
|       | Никола Кљусев      | 1998-2000        |           | ВМРО-ДПМНЕ |                      |
|       | Љубен Пауновски    | 2000-2001        |           | ВМРО-ДПМНЕ |                      |
|       | Владо Бучковски    | 2001-2001        | Први пут  | СДСМ       |                      |
|       | Владо Поповски     | 2001-2002        | Други пут | СДСМ       |                      |
|       | Владо Бучковски    | 2002-2004        | Други пут | СДСМ       |                      |
|       | Јован Манасијевски | 2004-2006        |           | ЛДП        |                      |
|       | Лазар Еленовски    | 2006-2008        |           | НСДП       |                      |
|       | Зоран Коњановски   | 2008-2011        |           | ВМРО-ДПМНЕ |                      |
|       | Фатмир Бесими      | 2011-2013        |           | ДУИ        |                      |
|       | Талат Џафери       | 2013-2014        |           | ДУИ        |                      |
| десни | Зоран Јолевски     | 2014-2017        |           | ВМРО-ДПМНЕ |                      |
|       | Радмила Шекеринска | 2017-2022        |           | СДСМ       |                      |